# 薛怀吉
薛怀吉（471年—523年7月8日），河东郡汾阴县（今山西省运城市万荣县）人，出自河东薛氏南祖，散骑常侍、平南将军、金紫光禄大夫、敷西庄公薛真度庶长子，北魏官员。

## 生平
薛怀吉好逞勇武有气力，虽不擅长读书学习，也明白通达世事，以内小为起家官，很快升任员外散骑侍郎、兼领直后寝，又出任羽林监，转任奉车都尉，仍然兼领直后寝。正始初年，薛怀吉担任镇远将军、骁骑将军、兼领直寝，薛怀吉后来出任镇远将军，试任恒农郡太守。
正始三年（506年），梁武帝萧衍派兵入侵北魏的徐州和兖州，安东将军邢峦前往讨伐，皇帝诏令薛怀吉以原官出任邢峦的军司。
永平元年（508年），北魏分梁州晋寿郡为益州，薛怀吉出任征虏将军、益州刺史。当时元愉还没被平定，中山王元英担任征东将军前往讨伐，皇帝诏令薛怀吉为元英军司，军队还没出发元愉就被平定。当年九月，梁武帝派遣将领攻陷郢州的三关，皇帝诏令元英南征，薛怀吉仍为军司。因为义阳危急，元英命令薛怀吉乘驿马先赴义阳。当时豫州城民白早生杀死豫州刺史，献悬瓠向南梁投降，南梁将军齐苟仁率兵守卫悬瓠，于是从悬瓠以南直至安陆，只有义阳一城属于北魏。薛怀吉与郢州刺史娄悦督帅鼓励将士，边守边战，最终保全了义阳，与元英攻取三关各据点。永平四年（511年）夏四月，镇东将军卢昶救援朐山，与南梁相持，皇帝诏令薛怀吉为卢昶军司。等到卢昶战败，薛怀吉得以不连坐定罪，当时薛怀吉的父亲薛真度出任扬州刺史，因为年老，朝廷听任薛怀吉以原本的官职跟随薛真度前往扬州。延昌年间，薛怀吉以本将军担任梁州刺史。延昌四年（515年），南秦氐族反叛，进逼武兴，薛怀吉派遣长史崔纂、司马韦弼、别驾范珦攻打氐族，薛怀吉率领军队在沮水击败氐族，薛怀吉进号右将军。正光初年，薛怀吉出任后将军、汾州刺史，正光四年岁次癸卯五月丙申朔十日乙未（523年7月8日），薛怀吉在汾州私人住宅中去世，虚岁五十三，朝廷赠予平北将军、并州刺史。孝昌二年岁次丙午闰十一月丙寅朔十九日甲申（526年12月8日）归葬故里汾阴县大嶷山正北方向约10公里（今临猗县临晋镇东北18公里处）。
薛怀吉原本不以清正守节自励，等到担任汾州刺史，到处流传他贪污受贿的名声。薛怀吉自认为是庶子，就用财物引诱门第超过自己的家族，结为姻亲，多携亲戚，都让他们与自己同行，为亲戚掩饰不法行为，听任他们收取钱财。但是薛怀吉慰劳宾客，极尽人情，送去迎来，不避寒暑。薛怀吉性情沉默寡言，每次迎接来客，只是默然相对后告退，却已经预先指示对客人的人马数目，让左右暗中报告。很快酒宴相接，粮草相继，到离别时又送钱帛，下至奴仆赠送的财物都让他们大喜过望，他延请贵贱客人就是如此。

## 其他
先前薛真度有歌舞女伎数十人，每次与宾客集会，就命令歌舞女伎演奏丝竹歌舞，不停地在面前表演，极尽声色之乐。薛怀吉为父亲守丧过周年后，把歌舞女伎十多人以及乐器奉献给魏宣武帝元恪，魏宣武帝接纳了。

## 墓葬和墓志
山西省万荣县西思雅村的村民在浇地灌溉时，发现田地大面积塌陷，薛怀吉砖砌墓室券顶暴露而发现。当地文物部门街道报告后，先后到现场勘察。2017年8月至12月，经国家文物局批准，由山西省考古研究所牵头，运城市文物工作站、万荣县文物旅游局配合，对薛怀吉的大型砖室墓葬进行了抢救性发掘。墓葬全长50米，出土陶质、瓷质、铁质、铜质、石质等各类遗物共计380件（套）。薛怀吉墓志志底出于甬道南端，边长85厘米、厚15厘米。志文阴刻在青石方格内，每字一格，共26行，满行26字，正书，共计660余字。

## 家庭

### 兄弟姐妹
- 薛怀彻，北魏车骑将军、左光禄大夫、敷西县公
- 薛怀直，北魏京兆內史、卫大将军、左光禄大夫[11]
- 薛怀文[11]
- 薛怀朴，北魏太中大夫、平西将军、伐蜀都督、襄陵男[11]
- 薛怀式，北魏直阁将军、左将军、阳平郡太守、汾阴男[11]
- 薛怀及，北魏宁远将军[11]
- 薛怀远，北魏镇远将军、奉车都尉[11]
- 薛怀景，北魏征南将军、河东郡太守、安定男
- 薛怀儁，北魏使持节、散骑常侍、都督益州诸军事、益州刺史、汾阴男

### 子女
- 薛氏，嫁赵郡功曹李士瑜[12]